# Лабс, Хельга
Хельга Лабс (нем. Helga Labs, урожд. Мильке (нем. Milke); род. 22 мая 1940, Венигтребен) — немецкий политик, член СЕПГ. В 1974—1985 годах возглавляла Пионерскую организацию имени Эрнста Тельмана.

## Биография
Хельга Лабс получила педагогическое образование в Институте учителей в Рохлице. В 1955 году вступила в Союз свободной немецкой молодёжи, с 1956 года состояла в районном правлении ССНМ и занимала должность секретаря ССНМ в 1959—1960 годах. В 1959 году вступила в СЕПГ. В 1960—1966 годах работала инструктором в отделе молодёжи, затем секретарём по вопросам школьной молодёжи. В 1966—1969 годах возглавляла пионерскую организацию в округе Карл-Маркс-Штадт и занимала должность секретаря ССНМ. В 1969—1974 годах Лабс работала на должности секретаря окружного правления ССНМ и состояла в секретариате окружного правления СЕПГ.
В 1974 году Лабс была избрана председателем Пионерской организации имени Эрнста Тельмана, сменив на этом посту Эгона Кренца, и одновременно секретарём ЦК ССНМ. В 1976—1989 годах Хельга Лабс являлась членом ЦК СЕПГ, в 1976—1986 годах также входила в состав комиссии по вопросам молодёжи при Политбюро ЦК СЕПГ. Как депутат Народной палаты ГДР, Хельга Лабс работала в комитете по национальной обороне в 1976—1986 годах, а в 1986—1989 годах — в комитете народного образования. После ухода из аппарата ССНМ 24 января 1985 года Хельга Лабс сменила Пауля Руига на посту председателя Центрального совета профессионального союза «Обучение и воспитание» в Объединении свободных немецких профсоюзов. В ноябре 1989 года Хельга Лабс в течение нескольких дней занимала пост министра образования ГДР. 3 февраля 1990 года Хельга Лабс заявила о своей отставке с поста председателя профсоюза «Обучение и воспитание». До выхода на пенсию работала в группе продлённого дня и в агентстве по трудоустройству.